# وحید آنلاین

تصویر وحید آنلاین

وحید آنلاین (انگلیسی: Vahid Online) نام مستعار یک شهروند و کنشگر اینترنتی است که برخی رسانه‌ها او را «وحید حقیقت‌طلب» معرفی کرده‌اند. او یک گیک خبری است و بسیاری از دنبال‌کنندگانش از او به عنوان منبع اخبار و اطلاعات روز یاد می‌کنند.

## کنشگری
او در هنگام هجوم نیروهای دولتی به ستاد انتخاباتی میر حسین موسوی در روزهای منتهی به انتخابات سال ۸۸ حضور داشت و تصاویر این واقعه را از طریق تلفن همراه در بلاگ خود و در شبکه‌های اجتماعی منتشر نمود. تنها پس از چند ساعت، ۸٬۰۰۰ کاربر تصاویر منتشر شده توسط او را مشاهده کردند و فیلمی که او گرفته بود در بخش خبر شامگاهی تلویزیون فارسی بی‌بی‌سی پخش شد. در آن زمان، پست‌های او در شبکه‌های اجتماعی دربارهٔ وقایع پس از انتخابات به منبع خبری برای رسانه‌های خارج از کشور تبدیل شد.

## خروج از ایران
پس از این‌که او برای فعالیت‌هایش تحت تعقیب قرار گرفت، مخفی شد و پس از مدتی، به کمک قاچاقچیان به ترکیه رفت و سپس به ایالات متحده پناهنده شد.

## بن و بازشدن اکانت گوگل پلاس
سیاست آن زمان «گوگل پلاس» مبتنی بر اجازه ندادن به کاربران برای استفاده از نام مستعار، او را مجبور کرد که حساب خود را در آن شبکه غیرفعال کند. بعدها گوگل متوجه شد که این نام مستعار در میان دنبال‌کنندگانش شناخته شده است و حساب او را دوباره فعال نمود.

## پوشش رویدادهای خبری در ایران
وحید آنلاین از جمله در کانال تلگرامی‌اش با چند صد هزار دنبال‌کننده، اخبار و تصاویر اعتراضات ۱۳۹۶، اعتراضات آبان و دی ۱۳۹۸ و اعتراضات سال ۱۴۰۱ در ایران را پوشش داد. رسانه‌های متعدد بین‌المللی از این فعالیت او یاد کرده‌اند
و به او به عنوان یکی از منابع خبری برای ایرانیان اشاره کرده‌اند؛ از جمله تلاش او بابت راستی‌آزمایی محتوایی که در دوران این اعتراض‌ها به دستش می‌رسید.
وحید آنلاین همچنین منبع اولین انتشار برخی مستندات مربوط به این رویدادهای خبری بوده است؛ مثلاً فیلمی که او برای نخستین‌بار منتشر کرد و نشان می‌داد آنچه به نظر می‌رسد کیسه ده‌ها جنازه بود در گورستان معصومه در شهر قم منتظر دفن بودند.

## دیدگاه‌ها
وحید آنلاین بارها فرضیه انقلاب توییتری (استفاده انقلابیون و تظاهرکنندگان از توییتر و شبکه‌های اجتماعی برای ارتباط با یکدیگر) و دیدگاه داگلاس راشکاف دربارهٔ «نقش رسانه‌های اجتماعی در تظاهرات مربوط به انتخابات سال ۸۸» را به چالش کشیده و آن‌ها را اغراق‌آمیز خوانده است.
او معتقد است مسدود کردن دسترسی به محصولات آنلاین در ایران توسط شرکت‌هایی مانند گوگل، همانند فیلترینگ اینترنت در ایران توسط دولت است.
او دربارهٔ حضور محمدجواد ظریف در رسانه‌های اجتماعی گفته است: «ظریف اولین مقام بلندپایه ایرانی است که با انگشتان خودش تایپ می‌کند و اعلام کرده که از فیس‌بوک استفاده می‌کند، سایتی که در دادگاه معترضین اعتراضات ۱۳۸۸ به عنوان «ابزار دشمنان» از آن یاد شده» و همین‌طور: «مردم به موضع حکومت دربارهٔ فیس‌بوک عادت کرده‌اند و امیدوارند که با وجود این وزیر امور خارجه، این سایت رفع فیلتر شود.»